# Soap (Internet band)
Soap es una banda de internet franco-costarricense fundada en el 2019, que compone y produce sus canciones de Bedroom Pop desde Costa Rica, Francia y Rusia, con un método de producción casero de DIY. Sin la asistencia de un estudio profesional, los miembros de Soap convierten sus habitaciones personales en estudios de grabación, lo que le aporta su característico sonido lo-fi. Aunque se han presentado en vivo solo dos veces en Costa Rica, Soap siempre ha mantenido un enfoque más orientado al estudio.
Soap está compuesto por Adélie Beaume (vocalista), Ernesto Arévalo (Guitarrista y productor), Alfredo Arévalo (Baterista y beatmaker) y Mariano Mendoza (tecladista y bajista). Si bien cada miembro de la banda se especializa en un instrumento en particular, la mayoría son multiinstrumentalistas y a menudo intercambian roles en la composición de sus canciones.
Soap debutó como banda de estudio en el 2019 con su primer lanzamiento, el single de su canción Call Me, publicado con el mismo nombre, una canción influenciada por el boom del Bedroom Pop y del lo-fi del 2019, canción que se popularizó en la comunidad de internet de Bedroom Pop en YouTube por sus videolyrics.

## Historia

### 2019: Inicios
Soap fue fundado originalmente en San José, Costa Rica en el 2019 por los hermanos Arévalo en conjunto con Mariano Mendoza, compañeros del colegio y amigos desde la infancia que ya habían compartido un proyecto musical en esa época. Durante el boom del Bedroom Pop del 2019, cuando varios artistas se popularizaron por grabar canciones desde sus habitaciones, el deseo de fundar una nueva banda se reanimó entre el grupo de amigos, que solo esperaban a conseguir una voz para su banda para empezar a grabar. Fue así como poco tiempo después conocieron a Adélie Beaume, estudiante de su mismo colegio, que publicaba sus propias canciones en SoundCloud con el hashtag #BedroomPop, lo que de inmediato la convirtió en candidata para la voz de Soap.
Tras ponerse en contacto con Adélie, los miembros del nuevo grupo le enviaron un track a Adélie para que grabar su voz sobre este a ver si su voz funcionaba con el estilo que estaban construyendo, el resultado sorprendió a ambas partes que se reunieron a escuchar el resultado y a conversar sobre la banda en la casa de los hermanos Arévalo, día en el que oficialmente se fundó la banda.
Ese mismo año se publicó su primer sencillo, Call Me, la única canción que grabó la banda cuando todos sus miembros se encontraban en el mismo país y la canción de que dio a conocer el nombre de Soap en las comunidades de internet de Bedroom Pop y en especial en los videolyrics de YouTube. 

### 2020: separación y reestructuración de su identidad como banda de Internet
Tras la publicación de Call Me, los miembros de Soap se impresionaron con el buen recibimiento que había obtenido su single debut, que superó sus expectativas, y al mismo tiempo recibieron la noticia de que tanto Adélie como Alfredo habían sido aceptados para estudiar en el extranjero, Adélie en Francia y Alfredo en Moscú, lo que ponía en entredicho el futuro de la recién surgida banda. Ante esta perspectiva, los miembros se despidieron primero de Adélie con el sentimiento en el corazón de que su proyecto musical moriría con esa despedida, pero al mismo tiempo ya tenían avanzada su siguiente publicación: el single de Play at 1am.
Los miembros de Soap no querían ver morir su proyecto musical e idearon cambiar la identidad de la banda para convertirla en una banda de internet, de todas maneras sus métodos de composición y producción ya se acoplaban adecuadamente a ese formato, eso les permitiría continuar con su proyecto y además le daría una identidad llamativa a la banda. La siguiente publicación Play at 1am fue la primera en la cual el beat de la canción fue compuesto desde el extranjero.

### 2020 a la actualidad

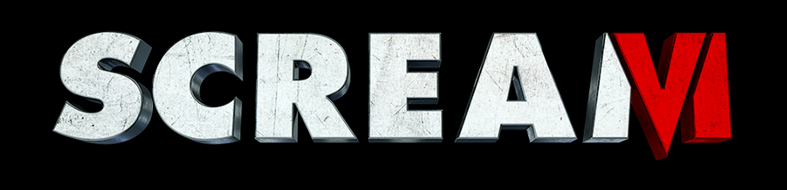
Soap participó de la banda sonora de la película Scream VI con su canción "Bijoux"

Desde que Soap se consolidó como banda de internet, han publicado 5 sencillos, incluyendo colaboraciones con artistas internacionales como Feyde de Estados Unidos y Babychair de Malasia sumando en total 7 publicaciones. En el 2023 su canción Bijoux formó parte del soundtrack original de la película Scream VI de Paramount Pictures, colocando a la banda como una de las primeras bandas costarricenses en formar parte del soundtrack de una película de Hollywood.

## Presentaciones en vivo

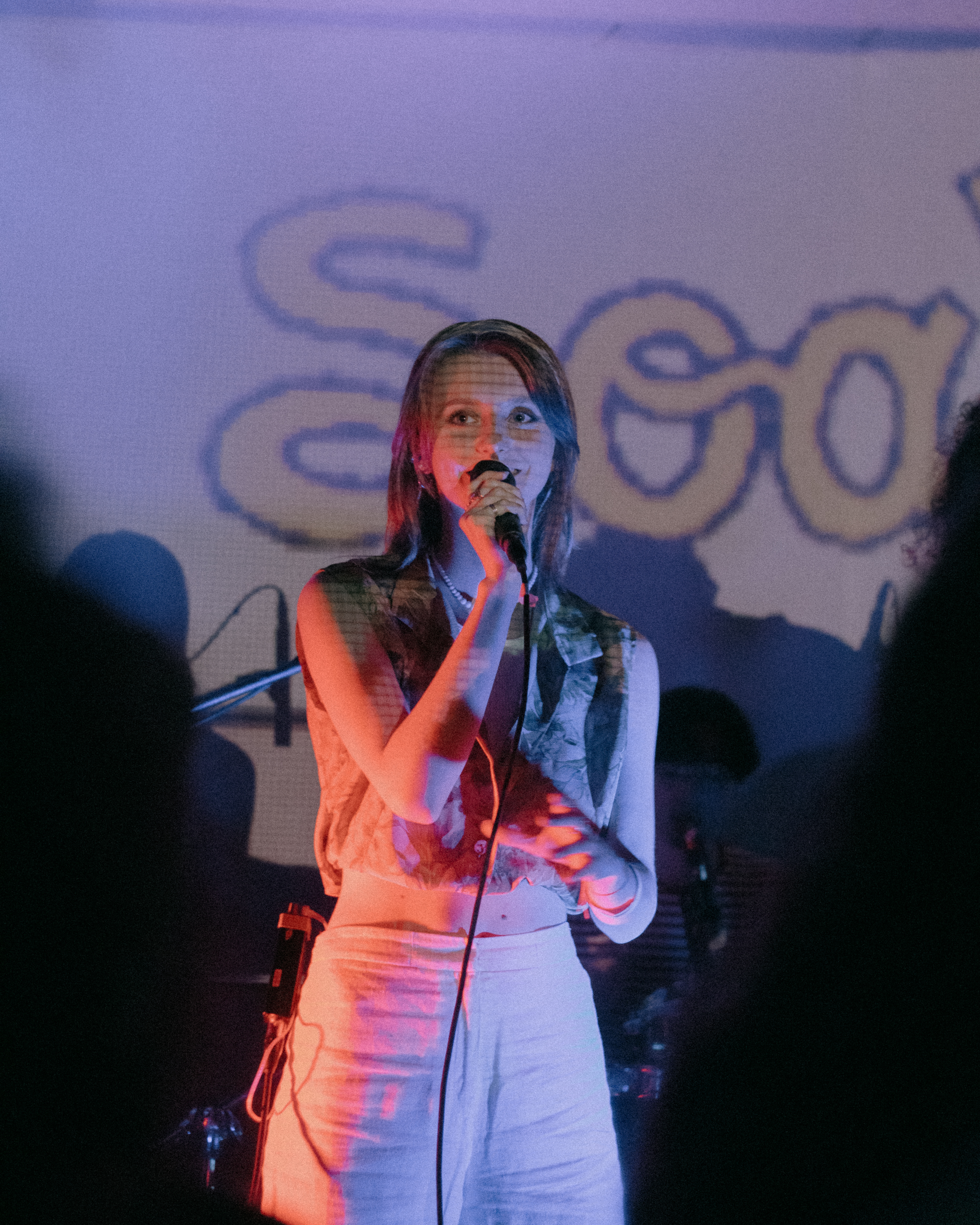
Soap tocando en vivo en el 2022

Soap se presentó en vivo en San José, Costa Rica en dos ocasión durante el mes de julio del 2022, primero en Casa Rojas en Barrio Escalante y después en la California. Para los conciertos de Soap, la banda tuvo que contratar a Johel White como bajista y a Marcelo Mendoza, hermano de Mariano como tecladista complementario. 

## Estilo Musical
El estilo musical de Soap puede definirse como una apropiación muy personal del Bedroom Pop, que se caracteriza por el uso de sintetizadores melancólicos, melodías dreamy, solos de guitarra pop, voces soft, tempos lentos con beats influenciados por el lo-fi o el pop de los 80s, así como por el sonido de los drum machine vintage.
Las letras de las canciones de Soap se introducen en los problemas de la vida cotidiana, el amor y el desamor, la cultura de internet y al igual que los memes, Soap busca que sus letras sean “relatable” (fáciles de sentirse identificado) por su alto contenido emocional, inspiradas por la cultura de los karaokes, que exige canciones fáciles de cantar, con las que te sientes identificado y con las que puedes llorar para desahogarte.

## Influencias
La influencias de Soap son muy variadas, como influencias más evidentes se puede notar los sonidos novedosos del Bedroom Pop, especialmente Soap fue influido por los sonidos de Clairo, Cuco y Boy Pablo. Las voces soft del Dream Pop o los beats de lo-fi hip hop. Pero incluso la banda a tomado diferentes influencias más allá de sus géneros más cercanos, en el R&B, el soul, el disco, clásicos del pop de los 80, e inclusive progresiones de acordes jazzy o tomados del Bossa Nova.

## Discografía
- Call Me (single) (2019)
- Play at 1a.m. (single) (2020)
- El Muchacho de los Ojos Tristes (single) (2020)
- Bijoux (single) (2021)
- Lockdown Love feat. Feyde (single) (2021)
- Vagues d’Amour feat. Babychair (single) (2022)
- The Stars (single) (2023)

## Otros proyectos
Adélie Beaume continuó su proyecto como solista, que sigue activo en la actualidad, en el cual ahora Ernesto figura como productor y en ocasiones Alfredo contribuye con los beats, además de esto, Alfredo y Ernesto tienen un proyecto independiente de lo-fi hip hop bajo el nombre de Marble con el cual publicaron un álbum autoproducido llamado Robber Kid.